# San Martín de Loba
San Martín de Loba là một khu tự quản thuộc tỉnh Bolívar, Colombia. Thủ phủ của khu tự quản San Martín de Loba đóng tại San Martín de Loba Khu tự quản San Martín de Loba có diện tích 742 ki lô mét vuông. Đến thời điểm ngày 28 tháng 5 năm 2005, khu tự quản San Martín de Loba có dân số 29001 người.